# Zubiv, Cernihivka
Zubiv (în ucraineană Зубів) este un sat în așezarea urbană Cernihivka din raionul Cernihivka, regiunea Zaporijjea, Ucraina.

## Demografie
Componența lingvistică a localității Zubiv
     Ucraineană (100%)
Conform recensământului din 2001, toată populația localității Zubiv era vorbitoare de ucraineană (100%).